# 迪那肯梅洛仙人掌
迪那肯梅洛仙人掌（学名：Melocactus deinacanthus），又名晚刺花座球，是巴西特有的一種仙人掌。它們生長在岩石區，受到環境破壞的威脅。